# جاي برنتن
جاي برنتن (بالإنجليزية: Guy Brunton)‏ ولد في لندن ، إنجلترا في عام 1878 وتوفي في17 أكتوبر 1948 في وايت ريفر ، مبومالانجا ، جنوب أفريقيا  كان عالم آثار إنجليزي وعلم مصريات اكتشف حضارة البداري في عصر ما قبل الأسرات. تزوج وينيفريد نيوبيري في 28 أبريل 1906. خدم في الحرب العالمية الأولى وعاد إلى علم الآثار ليصبح مساعد مدير متحف القاهرة في عام 1931 ، وتقاعد في جنوب أفريقيا. 

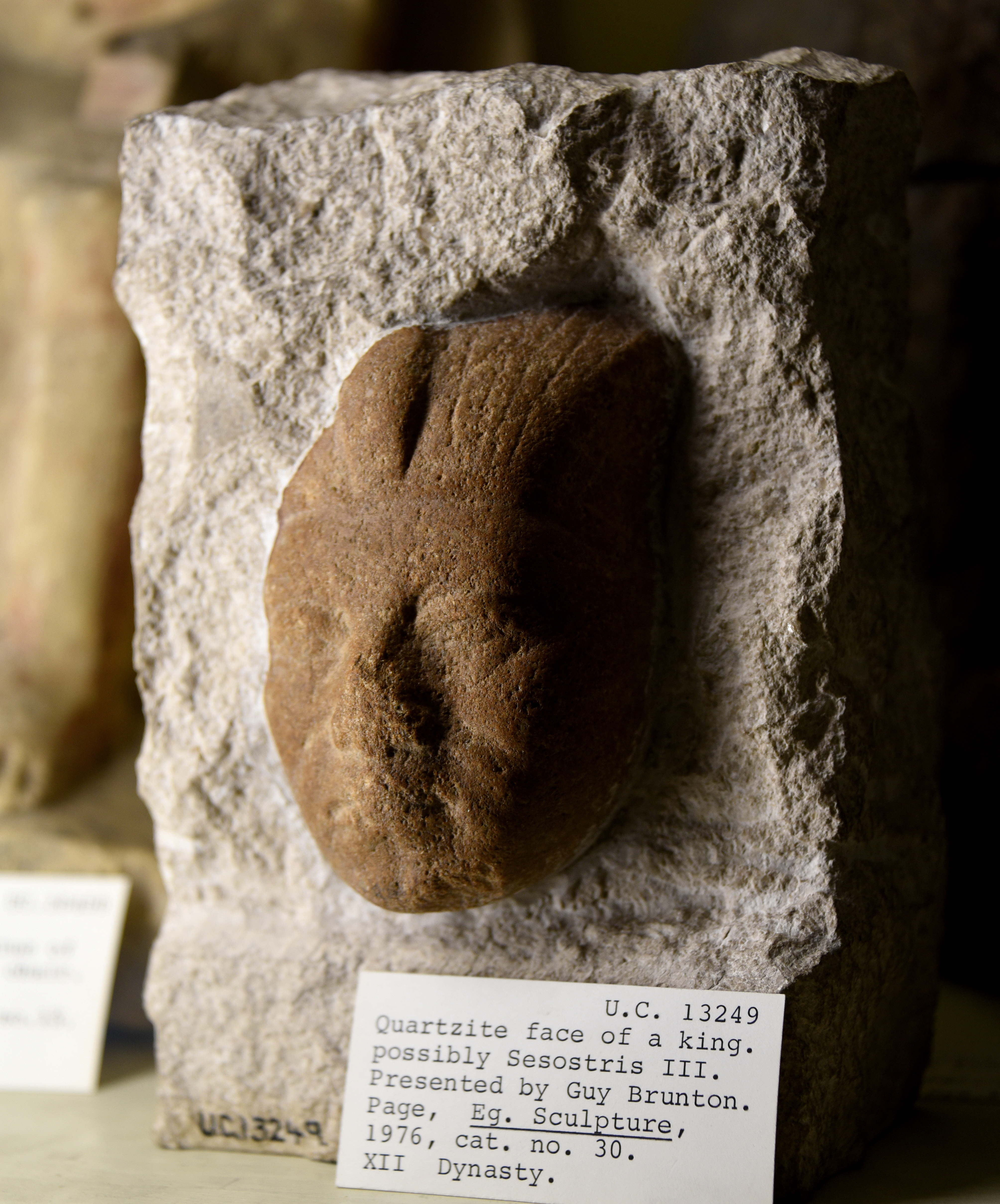
وجه ملك ، ربما سنوسرت الثالث ، يرتدي غطاء الرأس النمس الملكي. كوارتزيت. الأسرة الثانية عشرة. من مصر. قدمها جاي برونتون. متحف بيتري للآثار المصرية ، لندن

## المنشورات
- Qau و Badari (مع فصول كتبها السير Alan Henderson Gardiner ، و WM Flinders Petrie) ، المدرسة البريطانية البريطانية للآثار في مصر ، الكلية الجامعية ، شارع Gower ، WC و Bernard Quaritch ، 11 شارع Grafton ، New Bond Street W. ، 1927.